# Komier
Komier (tidligere syrjäne) er et finsk-ugrisk folkeslag, der lever i den vestlige del af Sibirien af Rusland. Komier inddeles i to grupper efter sprogdialekt: komisyrjänerne (293.000), der taler komi og komipermiaker (125.000), der taler komipermjakisk. Størstedel af komisyrjänerne bor i den russiske republik Komi, med mindre grupper i Nenetskij autonome okrug, Khanty-Mansíjskij autonome okrug, Jamalo-Nenetskij autonome okrug, Murmansk oblast og Arkhangelsk oblast, mens komipermiakerne for størstedelen lever syd for republikken Komi i Perm kraj og Kirov oblast.

## Udbredelsesområde
Komierne bor i spredte grupper vest for Ural, de største bosættelsesområder findes ved floderne Vytjegda, Petjora og Izjma. Små grupper findes i det nordvestlige Sibirien og på Kolahalvøen. De komier, der bor ved Kamas bifloder kaldes permier eller permjaker og er naboer til votjakerne, deres nærmeste slægtninge. Længst mod nord er samojeder deres naboer, men ellers udgør russer deres naboer, og de er delvist opblandet med disse, uden dog at have mistet deres sprog. De inddeles i to grupper efter sprog; komisyrjæner og komipermjaker. De der bor ved floderne er beskæftiget ved jordbrug og kvægavl, og de, der bor mod nord, var langt ind i 1900-tallet beskæftiget med jagt.

## Sprog
Begge komidialekter (også kaldet syrjensk) er finsk-permisk, som er en undergruppe af den finsk-ugriske sproggruppe. Omkring 217.000 komiere opgiver at de har komi som modersmål, mens omkring 94.000 opgiver komi-permjakisk. Der er også en stor andel komiere, der har russisk som modersmål.
Begge hoveddialekter af komi skrives med en let tilpasset form af det kyrilliske alfabet (med to ekstra bogstaver: "Іі" og "Ӧ") som blev opfundet af de græske missionærer Sankt Kyrillos og Methodios i 900-tallet. Indtil det 1600-tallet blev komi også skrevet med det gammelpermiske alfabet som var opfundet af Sankt Stefan af Perm i 1300-tallet.

## Historie
De ældste spor af bosættelser i udbredelsesområdet stammer fra paleolitikum. Disse tidlige kolonisters etniske herkomst er ikke fastlagt. Dette område har været boplads for finsk-ugriernes permiske gren fra og med 3.000-2.000 f.Kr. Komierne udskiltes fra votjakerne i 600-tallet og flyttede nordpå fra Kama og Vjatka. Her i de nordligere områder kom de for en kort tid i kontakt med karelere (bjarmer), hvoraf indtryk kan spores i deres sprog.
De første skriftlige oplysninger om komiernes forfædre, Perm-folket, findes i russiske krøniker fra 1000-1100-tallet. Ifølge russiske kilder fandtes der allerede i 1000-tallet komier i området omkring floden Vytjegda og i 1300-tallet ved det nuværende Kotlas. Komierne blev adskilt fra karelere og vepser på grund af den russiske ekspansion mod nord. Fra og med 1096 betalte de skat til Novgorod, og i 1300-tallet havnede de under fyrstendømmet Moskvas overhøjhed. Slavernes greb om dem forstærkedes ved Stefan den hellige (død 1396) som omvendte komierne. Komierne blev altså tidligt kristne og af deres gamle religion findes kun lidt tilbage (troen på vandguddomme, typisk for alle finske folk). Moskvas magt i området voksede i forbindelse med, at mansierne angreb Gamle Perm 1455, hvor blandt andet biskop Pitirim i Ust-Vym blev dræbt. Efter dette foretog Moskva to korstog mod mansierne i (1465 og 1467) for at straffe dem. I disse krigstog deltog også komier. Pitirims efterfølger Jona døbte Stor-Perms komifyrste, som efter dåben fik navnet Michail. Han rettede sig imidlertid kun i ringe grad efter anvisningerne fra Moskva, hvorfor storfyrste Ivan III 1472 foretog et krigstog mod ham og besejrede ham ved Iskorsk. I almindelighed deltog komier i russernes krigstog som deres forbundsfæller, således mod mansierne og chanterne 1483-85 samt mod tatarerne 1505 og 1545.

### Under storfyrstendømmet Moskva
1478 indlemmedes komiernes land under storfyrstendømmet Moskva. Storfyrstendømmet skænkede store jordejendomme på begge sider af Kamafloden til saltfabrikanten Stroganov i Solvytjegodsk i 1558 for tjenester, som denne havde ydet staten. Dette fik som resultat, at en stor del af de komier, der boede mod syd, faldt i livegenskab.

### Under Rusland
I 1866 gennemførtes her en jordreform uden tilfredsstillende resultat. Initiativtagerne til de sociale oprørsstemninger i revolutionsårene 1905-07 var personer, som var blevet forvist til dette område – et område som således allerede fra begyndelsen var blevet et forvisningssted og et centrum for fangelejre. Under den russiske borgerkrig gjorde komierne en hård modstand mod bolsjevikkerne. Sovjetmagten styrtedes i Mesen i august 1918 og samtidig i Petjora. I november 1919 havde de russiske "hvide" tropper erobret størstedelen af komiernes territorium. Rødgardisterne fik dog efter en række modangreb held til at erobre dette område i marts 1920.

### Komi ASSR
I 1936 oprettedes Komi autonome socialistiske sovjetrepublik (Komi ASSR) på 415.900 km², formelt for at bevare komiernes sprog og kultur. Denne målsætning undergravedes imidlertid af en voldsom befolkningstilflytning fortrinsvis af russere:
|           | Folketælling 1926 | Folketælling 1939 | Folketælling 1959 | Folketælling 1970 | Folketælling 1979 | Folketælling 1989 | Folketælling 2002 |
| --------- | ----------------- | ----------------- | ----------------- | ----------------- | ----------------- | ----------------- | ----------------- |
| Komier    | 191,245 (92.2%)   | 231,301 (72.5%)   | 245,074 (30.4%)   | 276,178 (28.6%)   | 280,798 (25.3%)   | 291,542 (23.3%)   | 256,464 (25.2%)   |
| Russere   | 13,731 (6.6%)     | 70,226 (22.0%)    | 389,995 (48.4%)   | 512,203 (53.1%)   | 629,523 (56.7%)   | 721,780 (57.7%)   | 607,021 (59.6%)   |
| Ukrainere | 34 (0.0%)         | 6,010 (1.9%)      | 80,132 (9.9%)     | 82,955 (8.6%)     | 94,154 (8.5%)     | 104,170 (8.3%)    | 62,115 (6.1%)     |
| Andre     | 2,304 (1.1%)      | 11,459 (3.6%)     | 90,998 (11.3%)    | 93,466 (9.7%)     | 105,886 (9.5%)    | 133,355 (10.7%)   | 93,074 (9.1%)     |

Fra at have udgjort en overvældende majoritet af det autonome områdes indbyggere blev komierne i løbet af sovjettiden bragt i klart mindretal. Baggrunden herfor må søges i flere forhold.
For det første har Komi-republikken udgjort et kerneområde i GULAG. Under 2. verdenskrig og i årene efter dennes afslutning oprettedes stribevis af straffelejre, hvoraf de mest berygtede var Kotlas, Inta, Uhta og Vorkuta. Ved at udnytte straffelejrenes billige arbejdskraft begyndte man at udnytte områdets rige naturværdier, herunder kul, olie, naturgas samt træet i skovene. Desuden byggedes i årene 1941-1945 en jernbane fra Kotlas til Petjora og 1945-1960 videreføringen af denne til Vorkuta og Labytnang. Disse arbejder kostede, ifølge Aleksandr Solsjenitsyn, millioner af mennesker livet og forandrede befolkningsforholdene.[kilde mangler] Såvel administrationen af straffelejrene som opbygningen af industrier skete ved hjælp af indført, fortrinsvis russisk, mandskab. Det er sandsynligt, at de officielle folketal underdriver den faktiske udvikling på dette punkt med hensyn til straffelejrenes forhold.
Hovedstaden i Komi ASSR var Syktyvkar (tidligere Ust-Syssolsk), oprindeligt grundlagt i 1500-tallet. Staden havde i 1979 171.000 indbyggere, flodhavnen Syssola og var midtpunkt for tømmerflådning og trævareindustri. Staden fik universitet i 1972. Af andre, større sovjetstæder kan nævnes Vorkuta (100.000 indbyggere i 1970), Inta (50.000 indbyggere i 1969), Uhta (76.000 indbyggere i 1975) og Petjora (38.000 indbyggere i 1970).
Det berygtede Vorkuta blev oprettet i 1931, fik stadsrettigheder i 1943 og blev midtpunkt for kulbrydning og skovindustri. Endnu i 1955 talte området hundredetusindvis af politiske fanger. Også Inta, Uhta, der fik stadsrettigheder 1943 og blev midtpunkt for olie- og naturgasudvinding, og Petjora, der fik stadsrettigheder 1949 og foruden en flodhavn fik talrige træforædlingsfabrikker, blev så at sige byggede på politiske fanger.

### Komi-Permjakiske autonome okrug
Den overvejende del af komi har boet i Komi-permjakiske autonome okrug med et areal på 32.900 km2 og hvor de altid har udgjort et flertal af befolkningen og derfor haft bedre muligheder for at bevare deres sprog og kultur.
| Folkegruppe    | Folketælling 1959 | Folketælling 1970 | Folketælling 1979 | Folketælling 1989 | Folketælling 2002 |
| -------------- | ----------------- | ----------------- | ----------------- | ----------------- | ----------------- |
| Komi-Permjaker | 125,917 (58.0%)   | 123,621 (58.3%)   | 105,574 (61.4%)   | 95,415 (60.2%)    | 80,327 (59.0%)    |
| Russere        | 71,381 (32.9%)    | 76,340 (36.0%)    | 59,760 (34.7%)    | 57,272 (36.1%)    | 51,946 (38.2%)    |
| Andre          | 19,740 (9.1%)     | 12,180 (5.7%)     | 6,705 (3.9%)      | 5,839 (3.7%)      | 3,803 (2.8%)      |

Også det komi-permjakiske distrikt var kendt for sine talrige straffelejre.
| år   | kilde        | antal   |
| ---- | ------------ | ------- |
| 1835 | Uibopuu      | 123.169 |
| 1897 | Uibopuu      | 258.336 |
| 1926 | Folketælling | 375.700 |
| 1939 | Uibopuu      | 422.300 |
| 1959 | Folketælling | 430.900 |
| 1970 | Folketælling | 475.500 |
| 1979 | Folketælling | 477.500 |
| 1989 | Folketælling | 496.579 |

I 1970 angav 84,2% af komierne syrjænsk som modersmål, i 1979 angav 77,1% af komi-permjakerne og 76,2% af komi-syrjænerne syrjænsk som modersmål. I 1989 angav 70,3% syrjænsk som modersmål. Trods befolkningstilvækst, var der således frem imod sovjettidens afslutning, en tendens til fortabelse af modersmålet.

## Levevis
Komierne har traditionelt drevet et til arktiske forhold tilpasset landbrug, hvor man dyrkede havre, byg og kartofler og som husdyr holdt kvæg, svin, geder og får. Desuden har komierne bedrevet jagt på pelsdyr og fiskeri. I nyere tid har man optaget renavl som ny næringsvej.

## Religion
Størstedelen af komiere er russisk ortodokse, et mindretal af dem er russisk gammeltroende som er en retning, der opstod i anden halvdel af 1600-tallet på baggrund af modstand mod nogle liturgiske reformer som patriarken Nikon indførte. Der eksisterer også nogle shamanistiske og animistiske traditioner.
Komierne blev først omvendt til kristendom af Sankt Stefan af Perm i 1300-tallet. Sankt Stefan var selv halvt komi og oversatte Biblen til komi.